# Andreas Bereczky
Andreas Bereczky (* 7. August 1953 in Budapest) ist ein ungarisch-deutscher Medienmanager und Ingenieur. Von 2004 bis 2018 war er Produktionsdirektor des Zweiten Deutschen Fernsehens.

## Leben
Bereczky wurde 1953 in Ungarn geboren, machte dort sein Fachabitur und absolvierte mehrere Ausbildungen in technischen Berufen. 1974 migrierte er nach Deutschland und absolvierte 1976 die Fachhochschulreife an der Technischen Hochschule in Aachen. 1982 erwarb er einen Abschluss als Diplomingenieur und 1985 einen entsprechenden Doktortitel. Eine Stelle bei Airbus konnte Bereckzy aufgrund der politischen Lage im Kalten Krieg nicht antreten. Stattdessen leitete er die Systemberatung bei der Bull Computer, dieselbe Funktion übte er ab 1989 auch bei debis (Daimler-Benz Interservices) Systemhaus in Aachen aus. In diesem Unternehmen übte er in den folgenden Jahren verschiedene Tätigkeiten aus. 
Im April 2000 wurde Bereczky Geschäftsführer von debis Systemhaus GEI und 2002 einer der Geschäftsführer von T-Systems Service Line System Integration. Am 1. Januar 2004 wurde Bereczky schließlich Produktionsdirektor des ZDF und war somit für den Ablauf des Produktions- und Sendebetriebs, die Bildgestaltung sowie die IT des Fernsehsenders zuständig. Unter seiner Leitung wurde die Digitalisierung im ZDF weiterentwickelt und HDTV eingeführt. Dabei gelang die Umstellung der heute-Nachrichten auf HDTV schon 2015, statt wie ursprünglich geplant, 2016. Zudem ließ er 2009 ein neues Nachrichtenstudio in virtueller Technik errichten, das ZDF-intern als Grüne Hölle bekannt ist. Im Februar 2016 gab er bekannt, dass im Mai desselben Jahres die erste Ultra-HD-Produktion im Internet ausgestrahlt wird. Zum 31. Dezember 2018 ging Bereczky in den Ruhestand.
Andreas Bereczky war bis Juni 2020 Aufsichtsratsvorsitzender der Software AG und ist Mitglied des Aufsichtsrats der GFT Technologies SE. Im April 2016 wurde er stellvertretender Vorsitzender des Vereins Deutsche TV-Plattform, was er bis April 2018 blieb.
Im November 2018 wurde Andreas Bereczky mit Wirkung zum 1. Februar 2019 in den Verwaltungsrat von Eurovision Services S.A., einer neu gegründeten Tochtergesellschaft der Europäischen Rundfunkunion mit Sitz in Genf, berufen. Er lebt in Aachen, ist verheiratet und hat eine Tochter.

## Auszeichnungen
- National Leadership Award des Economic Forums Deutschland im Bereich IT-Services und Multimedia (2005)